# Steyr 50
Der Steyr 50 ist ein Kleinwagen der Steyr-Daimler-Puch A.G. mit wassergekühltem Vierzylinder-Boxermotor und Hinterradantrieb. Die zweitürige Limousine galt als österreichischer „Volkswagen“ und wurde liebevoll „Steyr-Baby“ genannt. Von 1936 bis 1940 baute Steyr-Daimler-Puch einschließlich des Nachfolgetyps Steyr 55 genau 13.000 Fahrzeuge.

## Entwicklung

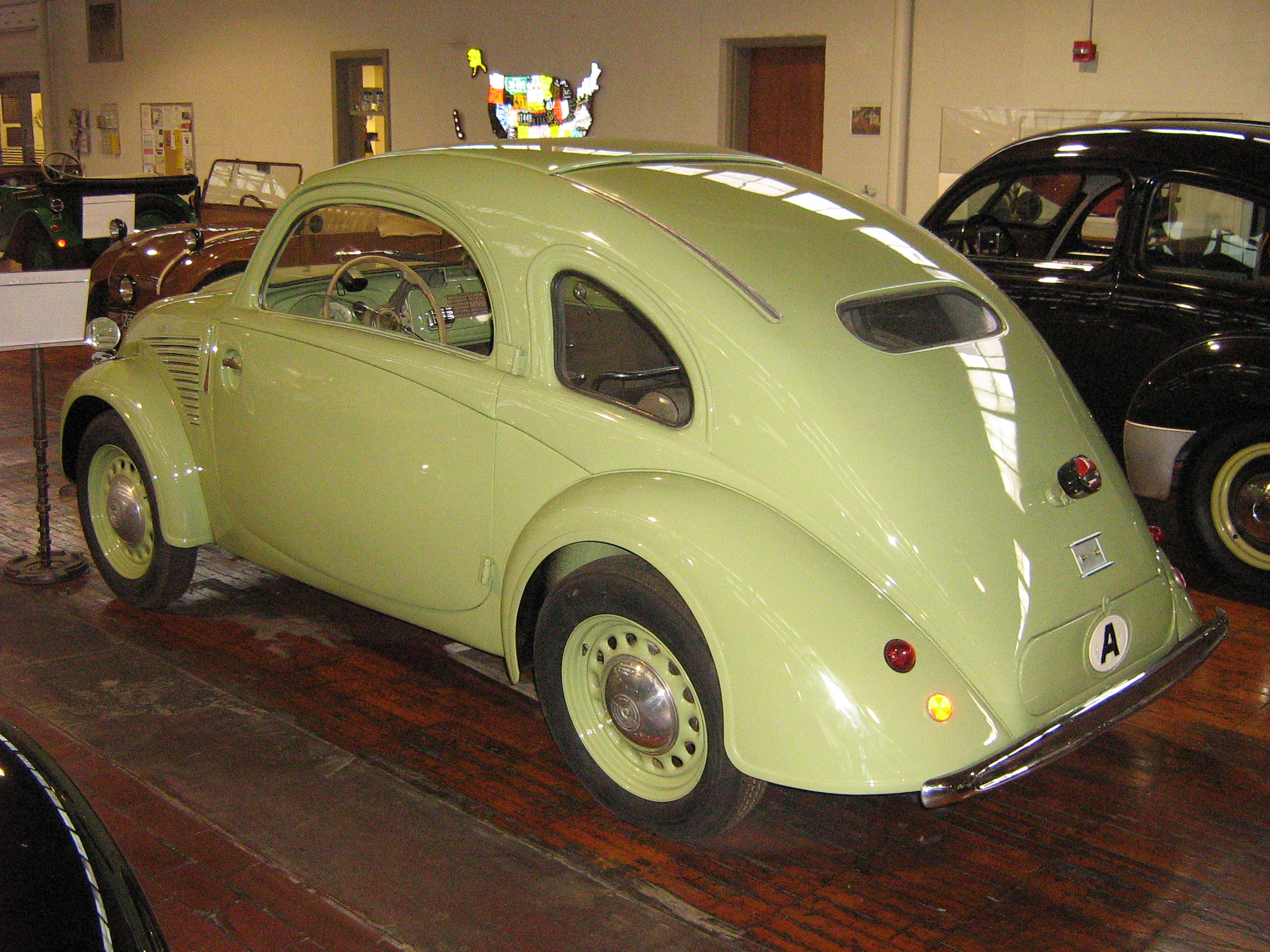
Steyr 50 (1936)

Die stromlinienförmige Karosserie mit hinten angeschlagenen Türen war der letzte Entwurf von Karl Jenschke für die Steyr-Werke. Jenschke übernahm bereits im November 1935 bei Adler in Frankfurt am Main den Posten des Chefkonstrukteurs. Der vorn eingebaute Vierzylinder-Boxermotor mit Thermosiphon-Wasserkühlung trieb über ein Vierganggetriebe mit Mittelschaltung die Hinterräder an. Ferdinand Porsche hatte – entgegen anderslautenden zeitgenössischen Gerüchten – nichts mit dem Fahrzeug zu tun, obwohl Jenschke mit ihm zeitweilig in dienstlicher Verbindung stand, genauso wie mit Hans Ledwinka, der ab 1931 bei Tatra den Prototyp V-570 konstruiert hatte.
Der Öffentlichkeit wurde der Steyr 50 im Februar 1936 auf der 26. Internationalen Automobil- und Motorrad-Ausstellung (IAMA) in Berlin präsentiert und am 6. März 1936 der Presse vorgestellt. Bereits Mitte 1936 wurde das tausendste „Baby“ ausgeliefert; Anfang Dezember 1937 lief der fünftausendste Wagen vom Band. Der Steyr 50 kostete 1937 im Deutschen Reich 2865 Reichsmark.

## Weiterentwicklung und Varianten

### Steyr 55
Im Frühjahr 1938 wurde der Wagen überarbeitet: Das neue Modell Steyr 55 bekam einen stärkeren Motor mit mehr Hubraum, gelochte Radscheiben und wurde bei gleichbleibendem Radstand wegen der geänderten Stoßstangen etwas länger. Kriegsbedingt wurde die Produktion 1940 eingestellt.

### Nutzfahrzeuge

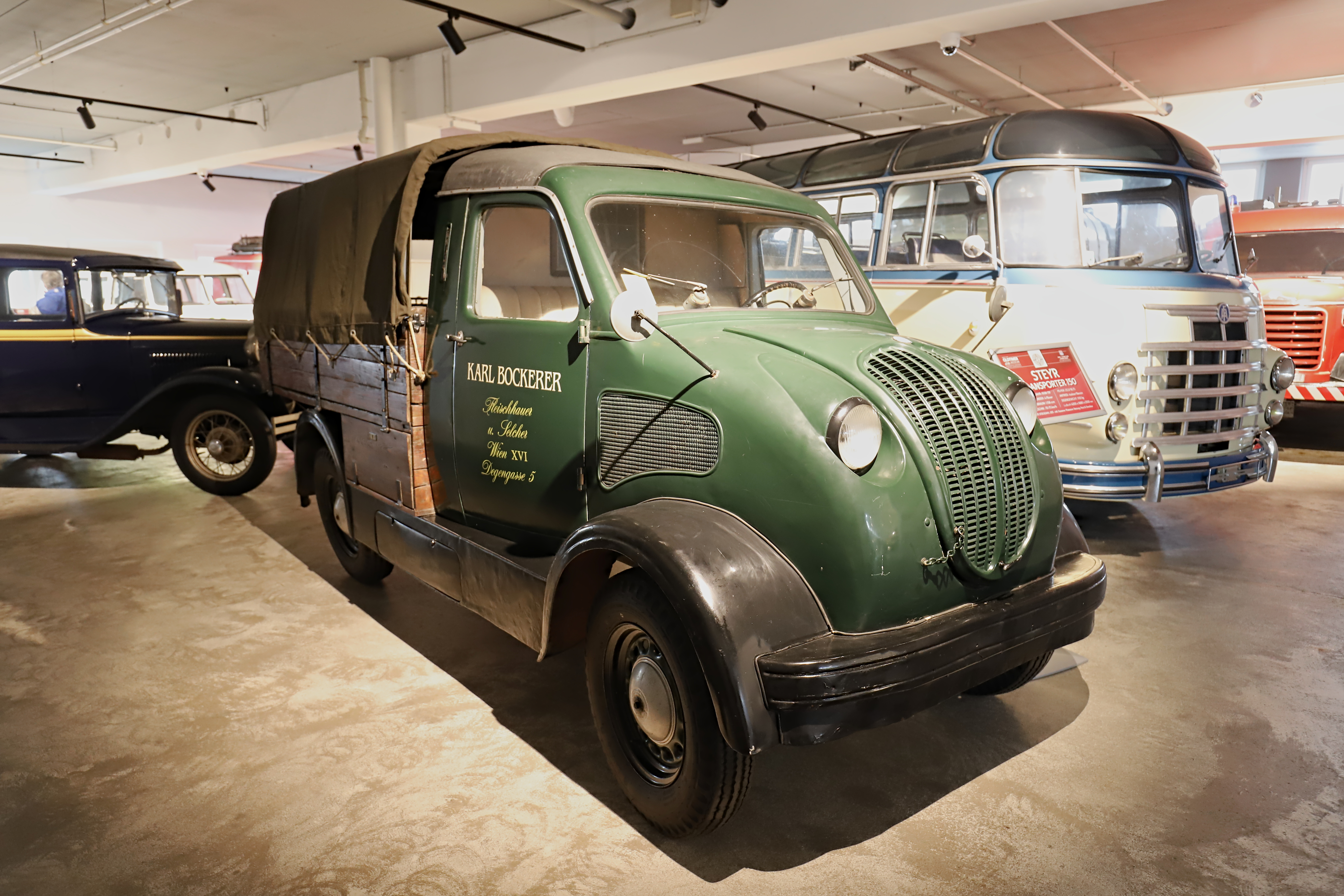
Lieferwagen Steyr 150

Transporter auf  Pkw-Basis finden sich in Fahrzeugen des österreichischen Herstellers Steyr Daimler Puch ab 1934.
Auf Basis des Steyr 100 und 200 gab es die
Lieferwagen Steyr 110 (32 PS 1,4 ltr-Motor, 400 kg Nutzlast, 1934–1936, verkauft 150 Stück)
und Steyr 210 (35 PS 1,5 ltr-Motor, 400 kg Nutzlast, 1937–1938, verkauft 60 Stück)
- auf Basis des Steyr 55
  - Lieferwagen Steyr 150 (35 PS 1,5 ltr-Motor, 750 kg Nutzlast, verstärktes Fahrgestell und Fahrwerk, 1938–1939, verkauft 205 Stück)
  - Steyr 250 als Liefer- oder Kübelwagen mit zusätzlichem Gelände-Vorgelege (1,23 t Tragfähigkeit des Chassis, Nutzlast je nach Aufbaumasse geringer, 1938–1940, 1200 Stück, die meisten davon Kübelwagen[5])

Über den Verbleib von Fahrzeugen dieser Lieferwagenbaureihen von Steyr ist wenig bekannt. Vermutlich fanden nur wenige Stücke den Eingang in Museen. In dem Film Der Bockerer II – Österreich ist frei wurde ein Steyr 150 mit Pritschenaufbau genutzt. Das Fahrzeug mit der Türaufschrift „Karl Bockerer“  wurde später in der Jubiläumsausstellung „25 Jahre ÖGHK“ im Technischen Museum in Wien gezeigt.

### Militärfahrzeuge
Für den Bedarf der Wehrmacht im Zweiten Weltkrieg wurde die Militärversion Steyr 250 mit Änderungen nach Erfordernissen von Kübelwagen gebaut. Von 1938 bis 1940 wurden 1200 Stück dieser Fahrzeuge abgenommen.

## Literatur

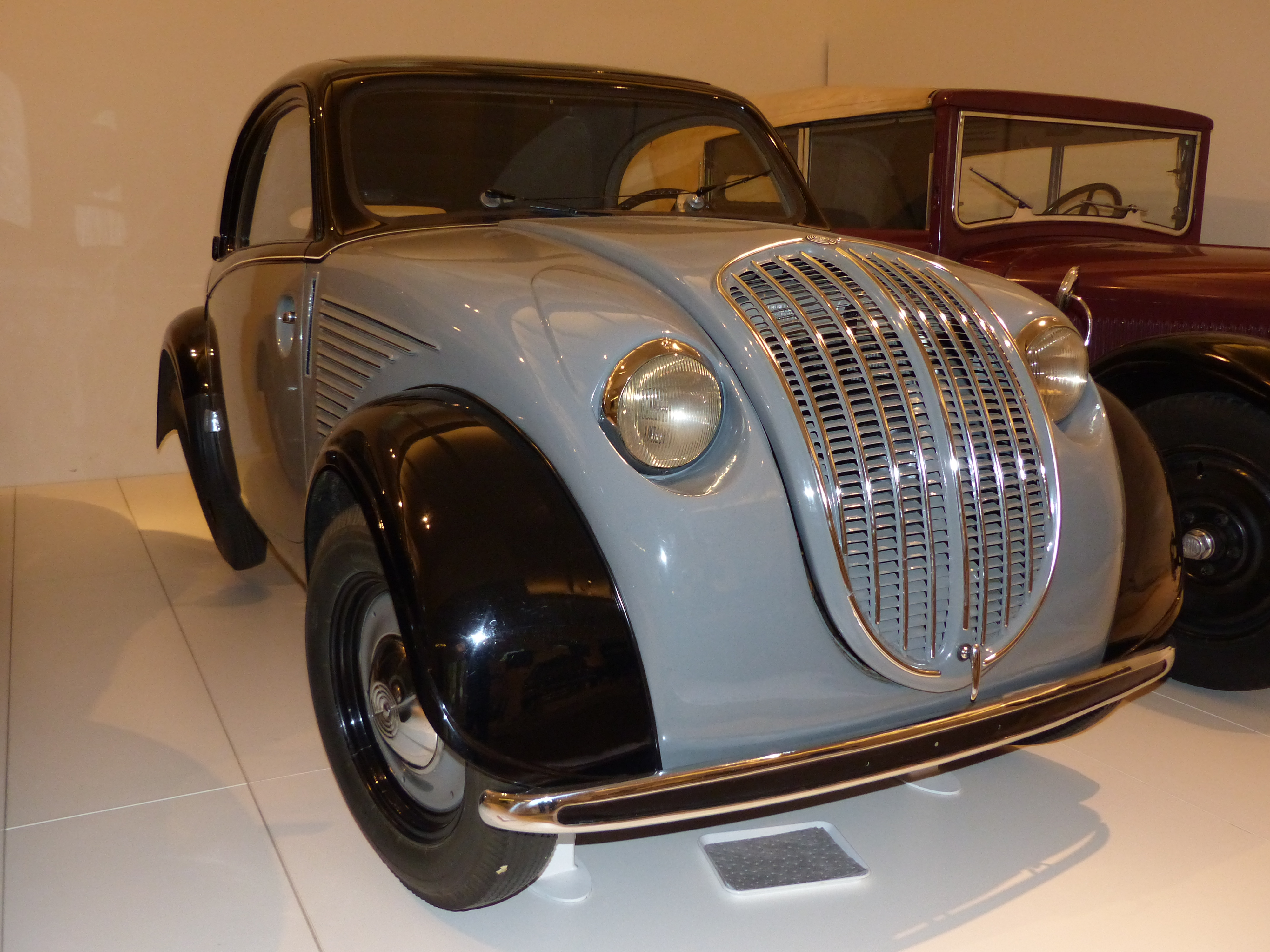
Steyr 55 (1938)

## Technische Daten
| Fahrzeugtyp:            | Typ 50 | Typ 55 |
| ----------------------- | --- | --- |
| Bauzeit                 | 1936 bis 1938 | 1938 bis 1940 |
| Motor:                  | Vierzylinder-Viertakt-Boxermotor vorn, wassergekühlt; seitliche Ventile schrägstehend, von zentraler Nockenwelle betätigt, Antrieb durch Stirnräder zweifach, letzte Exemplare Typ 50 (1938) und alle Typ 55: dreifach gelagerte Kurbelwelle, Druckumlaufschmierung | Vierzylinder-Viertakt-Boxermotor vorn, wassergekühlt; seitliche Ventile schrägstehend, von zentraler Nockenwelle betätigt, Antrieb durch Stirnräder zweifach, letzte Exemplare Typ 50 (1938) und alle Typ 55: dreifach gelagerte Kurbelwelle, Druckumlaufschmierung |
| Vergaser                | Typ 50: ein Flachstromvergaser Pallas MP 30 letzte Exemplare Typ 50 (1938) sowie alle Typ 55: Solex 30 BFRH | Typ 50: ein Flachstromvergaser Pallas MP 30 letzte Exemplare Typ 50 (1938) sowie alle Typ 55: Solex 30 BFRH |
| Hubraum:                | 984 cm³ | 1158 cm³ |
| Bohrung × Hub:          | 59 mm × 90 mm | 64 mm × 90 mm |
| Leistung bei 1/min:     | 16,2 kW (22 PS) | 18,8 kW (25,5 PS) bei 3600 |
| Elektrische Anlage      | 12 Volt, Generator/Anlasser als Lichtanlassmaschine | 12 Volt, Generator/Anlasser als Lichtanlassmaschine |
| Antrieb                 | Vierganggetriebe, Kardanwelle, gummigelagertes Differential hinten | Vierganggetriebe, Kardanwelle, gummigelagertes Differential hinten |
| Vorderachse             | Einzelradaufhängung an zwei Querblattfedern, Zahnstangenlenkung | Einzelradaufhängung an zwei Querblattfedern, Zahnstangenlenkung |
| Hinterachse             | Pendelachse an geschobenen Längslenkern, Querblattfeder | Pendelachse an geschobenen Längslenkern, Querblattfeder |
| Aufbau                  | zweitürige Limousine mit selbsttragender Ganzstahlkarosserie | zweitürige Limousine mit selbsttragender Ganzstahlkarosserie |
| Radstand:               | 2250 mm | 2250 mm |
| Spur (v+h) / Wendekreis | 1250 mm / 10,5 m | 1250 mm / 10,5 m |
| Maße L × B × H:         | 3610 × 1530 × 1460 mm | 3670 × 1520 × 1460 mm |
| Leergewicht             | 750 kg | 815 kg |
| Tragfähigkeit           | 350 kg | ? |
| Höchstgeschwindigkeit:  | 90 km/h | 95 km/h |
| Stückzahl:              | 5200 | 7800 |
| Preis (in Österreich)   | 4500 ÖS | 5000 ÖS |